# Orange Bowl

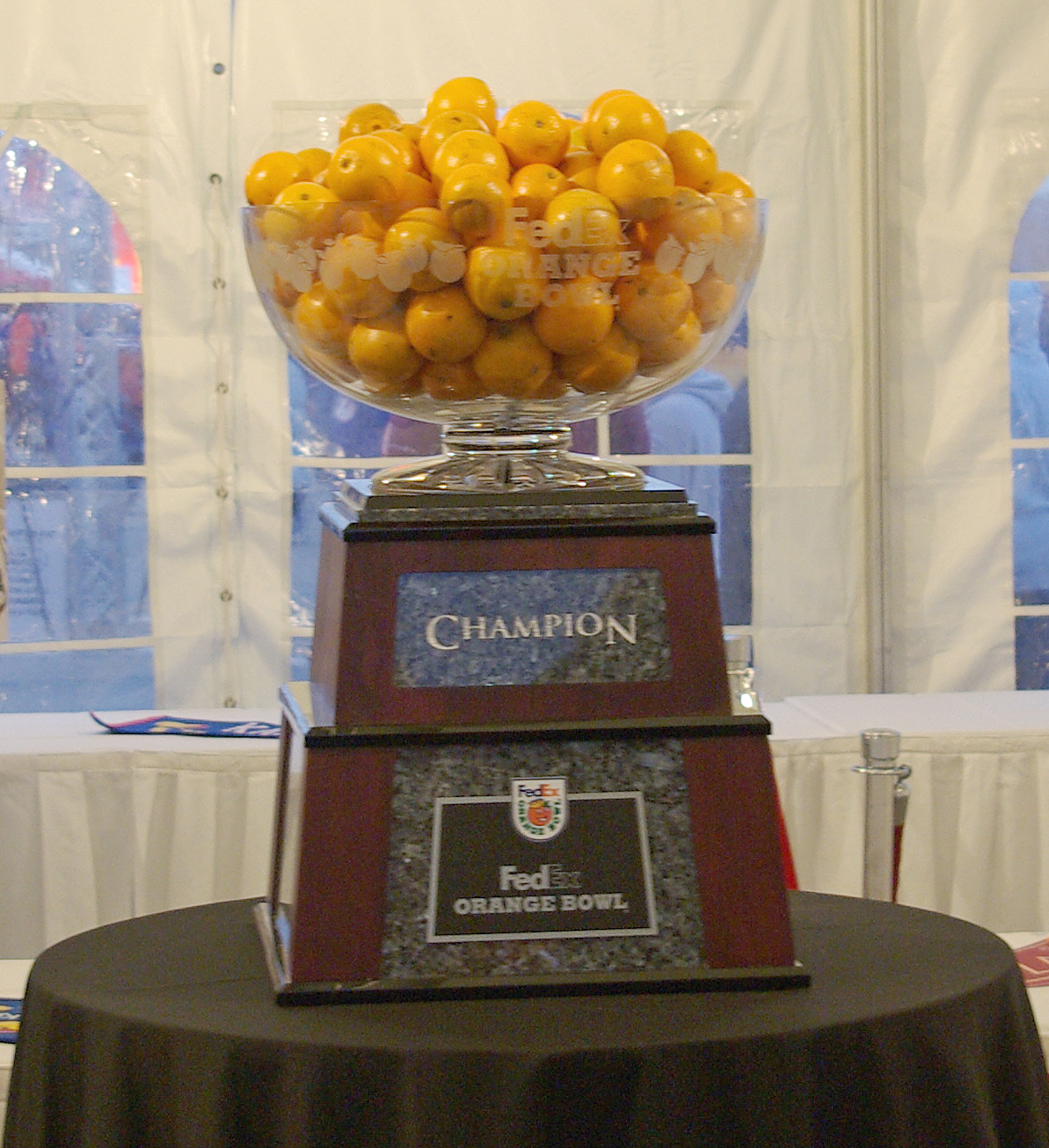
O Troféu do Orange Bowl, em 2008.

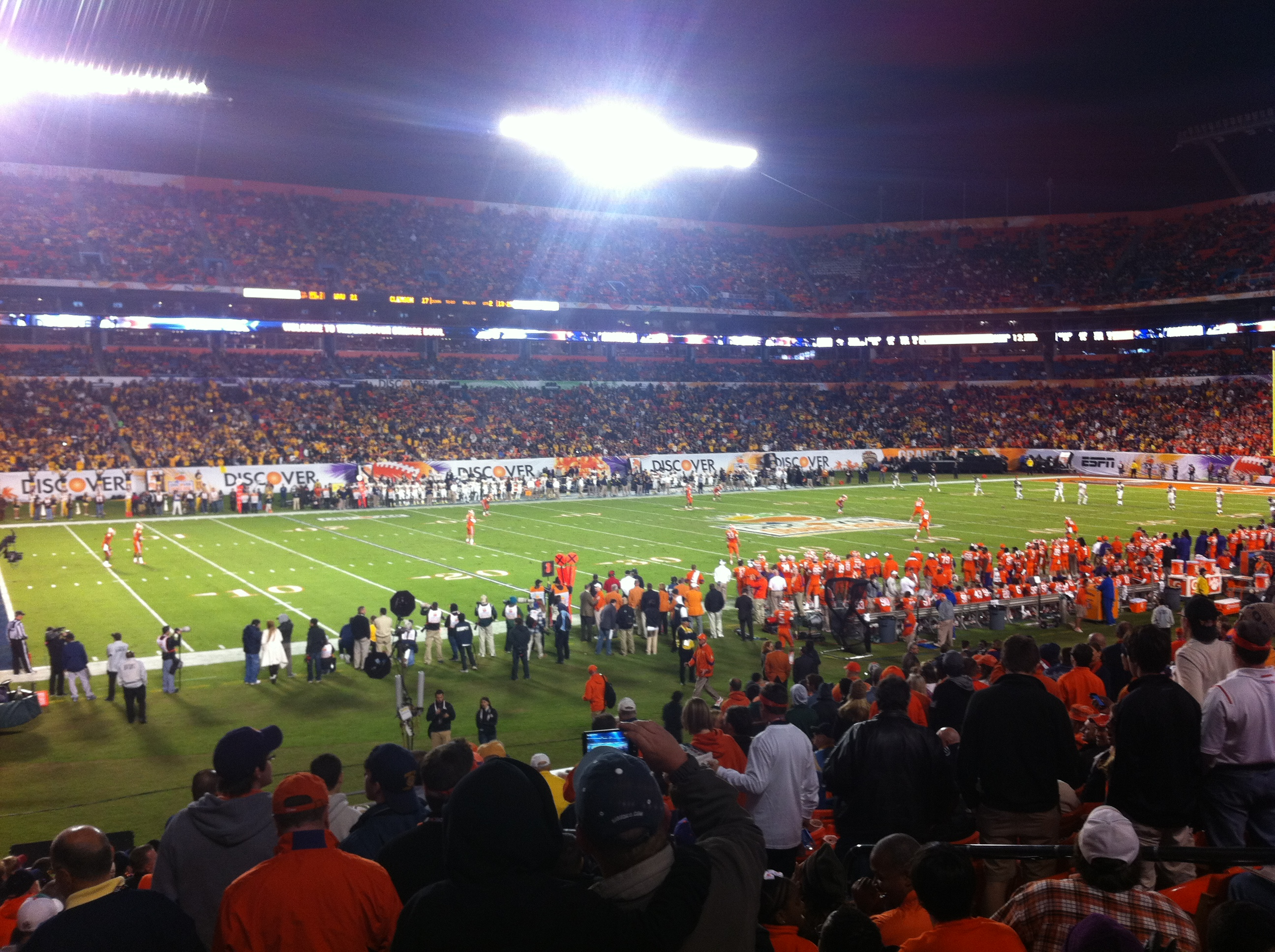
O Orange Bowl de 2012 disputado em Miami.

O Orange Bowl é uma partida anual de futebol americano universitário disputada no Hard Rock Stadium perto de Miami, Flórida, Estados Unidos. Atualmente seu nome completo é Capital One Orange Bowl; Capital One patrocina o evento desde 2010, após o evento ter sido patrocinado pela FedEx, desde 1998. A partida é disputada anualmente desde 1935. É a terceira mais antiga competição dessa natureza nos Estados Unidos, apenas atrás da Rose Bowl e da Sugar Bowl.